# Bernolsheim
Bernolsheim település Franciaországban, Bas-Rhin megyében. Lakosainak száma 610 fő (2022. január 1.). Bernolsheim Wahlenheim, Brumath, Krautwiller, Mommenheim és Rottelsheim községekkel határos.

## Népesség
A település népességének változása:
| Lakosok száma | 615  | 609  | 602  | 602  | 602  | 606  | 610  | 610  |
|               | 2013 | 2015 | 2017 | 2018 | 2019 | 2020 | 2021 | 2022 |